# Restrepia sanguinea
Restrepia sanguinea, the Blood Red Restrepia, là một loài lan đặc hữu của Venezuela.

## Hình ảnh

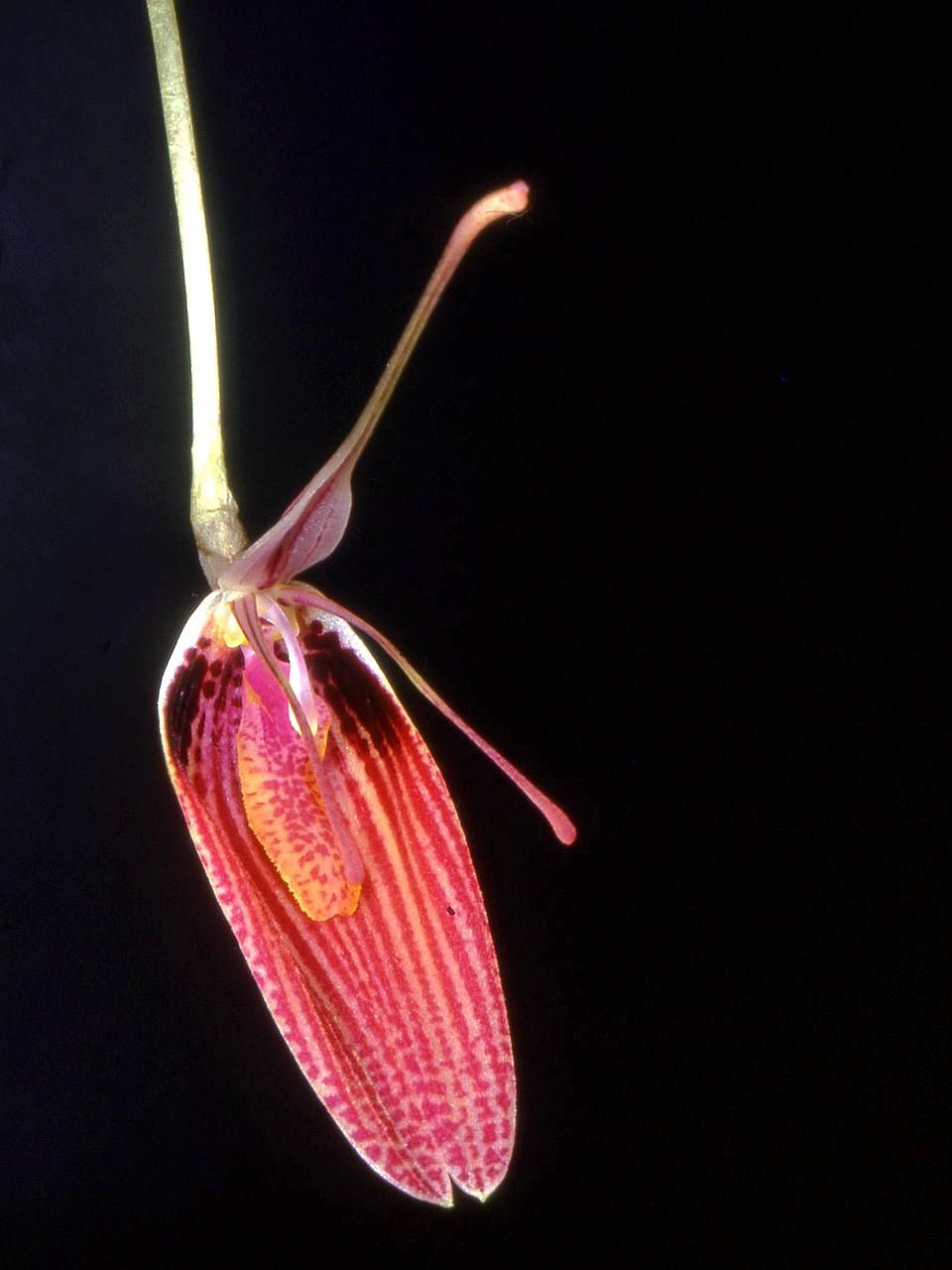
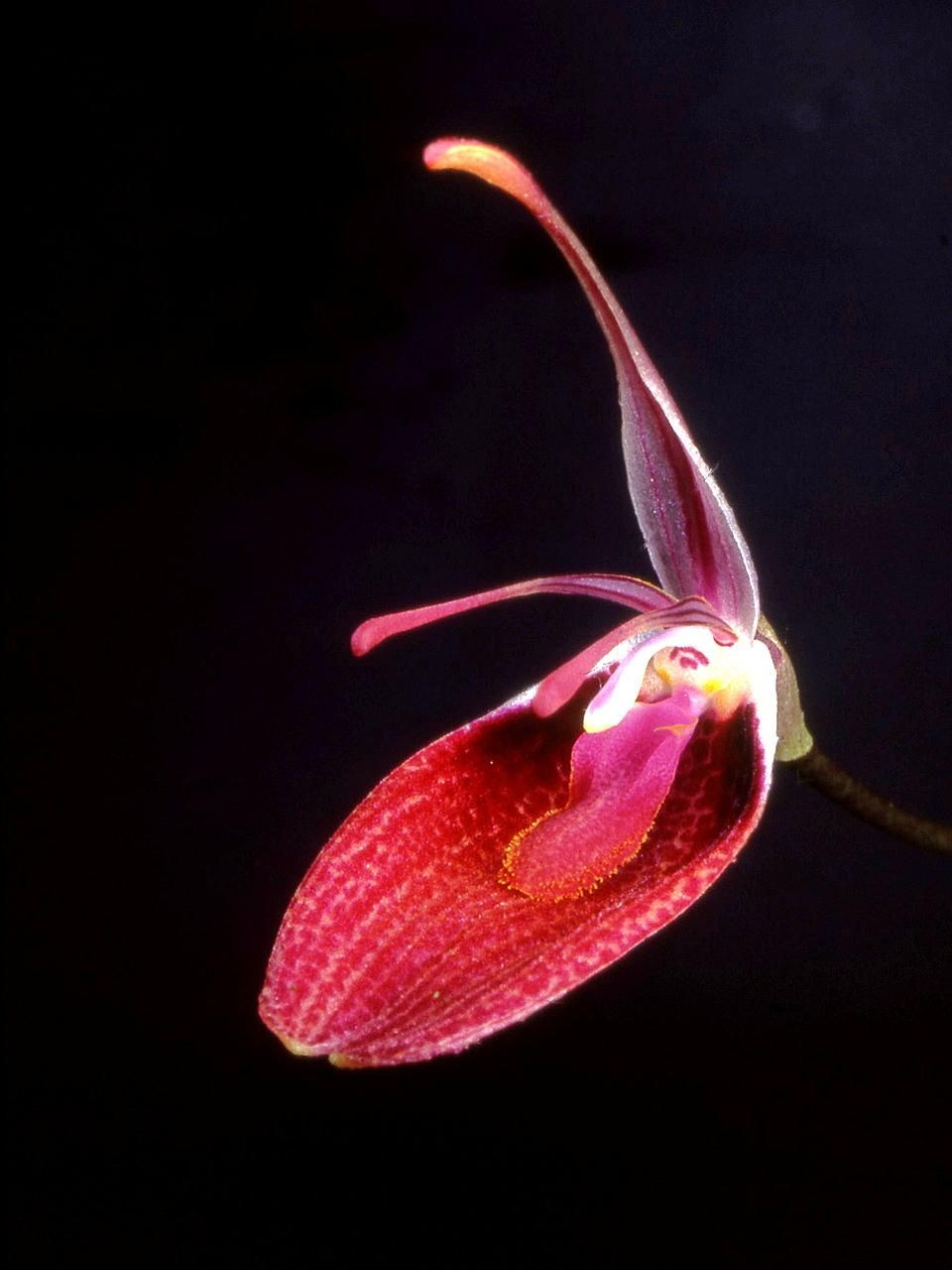